# Боквица
Боквица (Plantago) је род скривеносеменица из истоимене породице (Plantaginaceae) , који броји 265 врста. Космополитског је распрострањења, а неке од врста се користе као лековите од најранијих дана људске историје. Боквице су зељасте биљке, а само код неких се развија форма полужбуна или жбуна високог до 60cm. Код већине врста листови се развијају у облику розете у дну неразгранатог стабла. Листови су седећи, са кратким и узаним делом лиске који личи на лисну дршку, једноставни и без залистака, наизменични, са лучном нерватуром (поседују 3 или 5 нерава који се лучно разилазе у ширем делу лиске). Цваст, изграђену од неугледних ситних цветова који се опрашују ветром, носи на свом врху цветна дршка висока 5-40cm. Плод је чахура, двоок, са једним или неколико семена у окцу.
Гусенице лептира користе боквице као биљке хранитељке (поједине врсте родова Euproctis, Noctua, Xestia, Junonia и др.).

## Систематика рода
Decaisne је у свом раду препознао око 200 врста и груписао их у 17 секција. По Пилгеровој подели, род садржи два подрода -  (синоним Plantago) и . Поједини аутори подрод Psyllium сматрају одвојеним родом.
У својој ревизији 1978. године, Rahn је поделио род на три подрода:
1. - који укључује Пилгеров подрод Psyllium и 5 секција подрода Plantago (Oreades, Arnoglossum, Bauphula, Hymenopsyllium и Leucopsyllium)

Rahn (1996) предлаже другачију класификациону схему, са 6 подродова: Plantago (садржи око 131 врсте), Coronopus (Lam. et DC.) Rahn (садржи око 11 врста), Albicans Rahn (51 врста), Psyllium Juss. (sensu Pilger, 1937; 16 врста), Littorella (Bergius) Rahn (синоним за род  Bergius; 3 врсте) и Bougueria (Decne.) Rahn (синоним за род  Decne.; 1 врста).
Ренстед и сарадници (2002) идентификују пет већих клада унутар рода, којима дају статус подродова - Plantago, Coronopus, Psyllium, Littorella и Bougueria. Подрод Albicans sensu Rahn (1996) је парафилетски и требало би га подвести унутар подрода Psyllium s.l.

## Филогенетски односи рода
Филогенетске односе боквица са другим родовима, као и филогенетске односе унутар рода је било тешко утврдити само на основу морфолошких карактера. Стога се кренуло са хемотаксономским истраживањима, јер овај род карактерише велики број специфичних једињења. Боквице (целокупан род Plantago) синтетишу флавоне, и неки од њих поседују таксономски значај - врсте из подродова Plantago и Coronopus синтетишу лутеолин и 6-хидроксилутеолин, док врсте подрода Albicans синтетишу само лутеолин.
Иридоидни глукозиди такође имају таксономски значај - аукубин, каталпол, плантареналозид и бартсиозид су карактеристични за род или поједине подродове.
Филогенетске анализе засноване на ДНК секвенцама указују да је боквици најсроднији род - Aragoa. Молекуларним сатом утврђена је старост ова два рода на 7,1 милиона година (податак који је у сагласности са фосилним налазима). Међу подродовима, Littorella је најпримитивнији, а подродови Bougueria и Psyllium s.l. (садржи и подрод Albicans) су сестринске групе (генетички најсродније).

## Врсте у флори Србије
На територији Србије је забележено присуство 14 врста:
подрод 

подрод 

P. major - Широколиста (женска) боквица
P. media - Средња боквица

подрод 

 (у Флори СР Србије као синоним написана P. indica)

P. lanceolata - Усколиста (мушка) боквица
подрод ?

## Галерија слика
- полужбун
- розета листова
- цветови
- цваст (клас)
- цваст (главица)P. scabra
- цваст (клас)